# 미하이 투도세

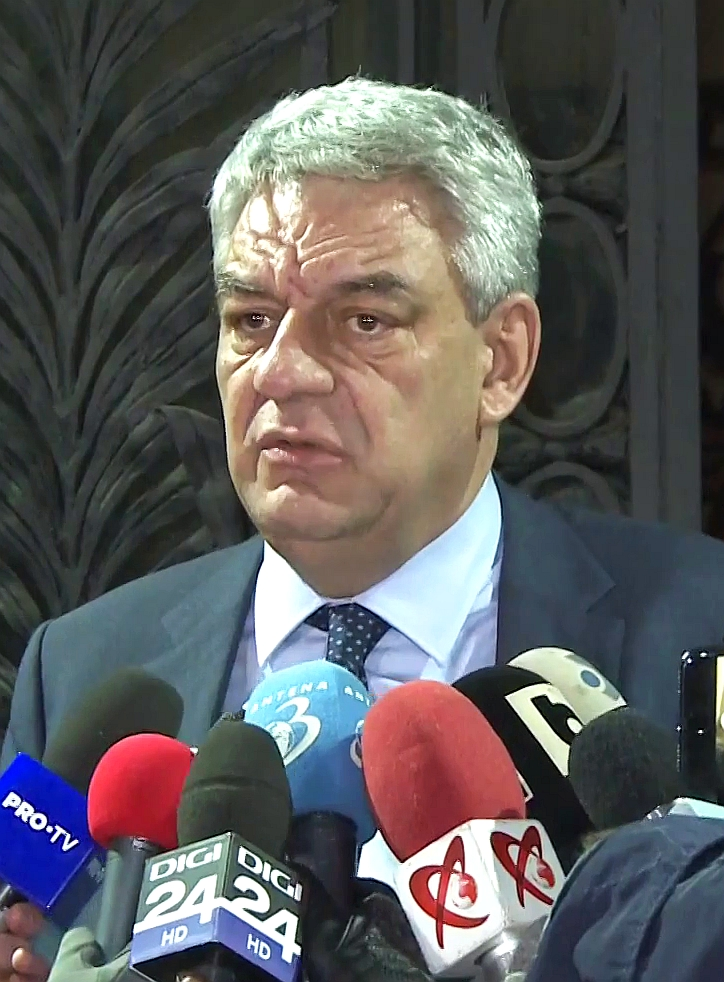
미하이 투도세

미하이 투도세(루마니아어: Mihai Tudose, 1967년 3월 6일~ )는 루마니아의 정치인이다. 소속 정당은 사회민주당이다.
2차례에 걸쳐 루마니아 재무부 장관(2014년 12월 17일 ~ 2015년 11월 17일, 2017년 2월 23일 ~ 2017년 6월 29일)을 역임했다. 2017년 6월 26일 루마니아 의회가 소린 그린데아누 총리의 불신임안을 가결하면서 후임 총리로 지명되었다. 2017년 6월 29일 루마니아 의회의 인준안을 받고 루마니아의 총리로 취임하였다. 2018년 1월 16일 퇴임하였다.